# Sungri-Motorenfabrik
Die Sungri-Motorenfabrik (koreanisch 승리자동차련합기업소), zuvor Tokchon-Motorenfabrik, ist ein nordkoreanisches Unternehmen, das Kraftfahrzeuge herstellt.

## Unternehmensgeschichte
Das Unternehmen Tokchon-Motorenfabrik wurde im November 1950 gegründet. Die Produktion von Lastkraftwagen begann 1958. Später folgten auch Omnibusse, Geländewagen und Personenkraftwagen. 1975 erfolgte die Umbenennung in Sungri-Motorenfabrik. Die Markennamen lauten Achimkoy, Chaju, Konsor, Kumsusan, Sonyon, Sungri und Sungrisan.  Eine zweite Quelle bestätigt die Markennamen Konsor, Kumsusan, Sonyon, Sungri und Sungrisan sowie Chaju (in der Schreibweise Jaju) und nennt zusätzlich noch Chollima, Paikdusan und Victory Auto Plant. Die jährliche Produktion sank von rund 20.000 Fahrzeugen zu Beginn der 1980er Jahre über 6.000 bis 7.000 Fahrzeuge in den 1990er Jahren auf 150 Fahrzeuge im Jahre 1996.

## Fahrzeuge
| Marke              | Modell            | Bauzeit                     | Fahrzeugart  | Beschreibung | Quelle        |
| ------------------ | ----------------- | --------------------------- | ------------ | --- | ------------- |
| Achimkoy           |                   | etwa 1970                   | Pkw          | Viertürige Limousine mit Vierzylindermotor, Nachbau des GAZ-M20 Pobeda, wohl Einzelstück                                                                                         | [ 12 ]        |
| Chaju              |                   | 1980er Jahre                | Pkw          | Fünfsitzige Limousine mit einer Ähnlichkeit zum VW Passat | [ 8 ]         |
| Chaju              | 64                | 1964–1982                   | Lkw          | Basiert auf KrAZ-256, sechsrädrig mit Vierradantrieb, zehn Tonnen Nutzlast, V8-Dieselmotor mit 15 Liter Hubraum, zuvor Sungri 64 genannt                                         | [ 13 ]        |
| Chaju              | 64                | 1964                        | Lkw          | Basiert auf KrAZ-222, vierrädrig mit Hinterradantrieb, 7,5 Tonnen Nutzlast, V8-Dieselmotor mit 15 Liter Hubraum                                                                  | [ 14 ]        |
| Chaju              | 64                | 1982–Mitte der 1990er Jahre | Lkw          | Vierrädrig mit Hinterradantrieb, zehn Tonnen Nutzlast, V8-Dieselmotor mit 15 Liter Hubraum, zuvor Sungri 82 genannt                                                              | [ 15 ]        |
| Chaju              | 64 (6×6)          | seit 1982                   | Lkw          | Sechsradantrieb, V8-Dieselmotor | [ 16 ]        |
| Chaju              | 64 Modell 2009    | 2009                        | Lkw          | Einteilige Windschutzscheibe, Nebellampen in vorderer Stoßstange, nur Prototyp                                                                                                   | [ 17 ]        |
| Chaju              | 82                | 1982–Mitte der 1990er Jahre | Lkw          | Vierrädrig mit Hinterradantrieb, zehn Tonnen Nutzlast, V8-Dieselmotor mit 15 Liter Hubraum, später Sungri 64 genannt                                                             | [ 18 ]        |
| Chollima           |                   | 1950er Jahre                | Lkw          | Verschiedene Lkw | [ 9 ]         |
| Konsor             |                   | 1970–Ende der 1990er Jahre  | Lkw          | Basiert auf einem BelAZ-Modell, 25 bis 30 Tonnen Nutzlast, V12-Dieselmotor mit 35 Liter Hubraum, zuvor Sungrisan genannt                                                         | [ 19 ]        |
| Kumsusan           |                   | 1979–1990er Jahre           | Lkw          | Vierrädrig mit Hinterradantrieb, 40 Tonnen Nutzlast | [ 20 ]        |
| Paikdusan          |                   | 1990er Jahre                | Pkw          | Nachbildung des Mercedes-Benz 190 | [ 10 ]        |
| Sonyon             | 82                | 1982–Ende der 1990er Jahre  | Lkw          | Vierrädrig mit Hinterradantrieb, zwei bis drei Tonnen Nutzlast, Ottomotor | [ 21 ]        |
| Sungri             | 10.10             | Juli 1960                   | Lkw          | Sechsradantrieb, sechs Tonnen Nutzlast, Motor unbekannt, Prototyp | [ 22 ]        |
| Sungri             | 4.15              | 1961                        | Geländewagen | Geländewagen auf Basis des GAZ-69 mit Vierzylindermotor. Eine Version als offener Zweitürer. Eine viertürige Version mit geänderter Front. Beides möglicherweise nur Prototypen. | [ 23 ] [ 24 ] |
| Sungri             | 58                | 1958–1979                   | Lkw          | Nachbau des GAZ-51, zwei Tonnen Nutzlast, Sechszylindermotor mit 3500 cm³ Hubraum                                                                                                | [ 25 ]        |
| Sungri             | 58 Bus            | 1958–1970                   | Bus          | Basis Sungri 58, gleicher Motor | [ 26 ]        |
| Sungri             | 58 KA             | 1979–Mitte der 1990er Jahre | Lkw          | Nachfolger des Sungri 58, Lkw mit 2,5 Tonnen Nutzlast, gleicher Motor | [ 27 ]        |
| Sungri             | 58 KA Modell 2008 | seit 2008                   | Lkw          | Nachfolger des Sungri 58 KA, gleiche Nutzlast, geänderte Front | [ 28 ]        |
| Sungri             | 58 KA Modell 2009 | 2009                        | Lkw          | Prototyp als Nachfolger des Sungri 58 KA, gleiche Nutzlast, geänderter Kühlergrill, einteilige Windschutzscheibe                                                                 | [ 29 ]        |
| Sungri             | 61                | 1961–1979                   | Lkw          | Nachbau des GAZ-63, 1,5 Tonnen Nutzlast, Allradantrieb, gleicher Motor wie Sungri 58                                                                                             | [ 30 ]        |
| Sungri             | 61 NA             | seit 1979                   | Lkw          | Nachfolger des Sungri 61, Lkw mit zwei Tonnen Nutzlast, Allradantrieb, gleicher Motor                                                                                            | [ 31 ]        |
| Sungri             | 61 NA 4×2         | etwa 2013                   | Lkw          | Variante des Sungri 61 NA, aber ohne Allradantrieb, eckige Frontscheinwerfer | [ 32 ]        |
| Sungri             | 64                | 1964–1982                   | Lkw          | Basiert auf KrAZ-256, sechsrädrig mit Vierradantrieb, zehn Tonnen Nutzlast, V8-Dieselmotor mit 15 Liter Hubraum, später Chaju 64 genannt                                         | [ 33 ]        |
| Sungri             | No. 2             | 1964                        | Lkw          | Basiert auf KrAZ-256, Sechsradantrieb, fünf Tonnen Nutzlast, V8-Dieselmotor mit 15 Liter Hubraum, nur Prototyp                                                                   | [ 34 ]        |
| Sungrisan          |                   | 1970–Ende der 1990er Jahre  | Lkw          | Basiert auf einem BelAZ-Modell, 25 bis 30 Tonnen Nutzlast, V12-Dieselmotor mit 35 Liter Hubraum, später Konsor genannt                                                           | [ 35 ]        |
| Victory Auto Plant | 200               | bis maximal 1975            | Pkw          | Limousine mit einer Ähnlichkeit zum Mercedes-Benz 200 | [ 11 ]        |

Anmerkungen: Chaju wird auch als Chachzu und Jaju übersetzt, Konsor als Konsol, und Sungri als Sungli, Sungni und Synri.

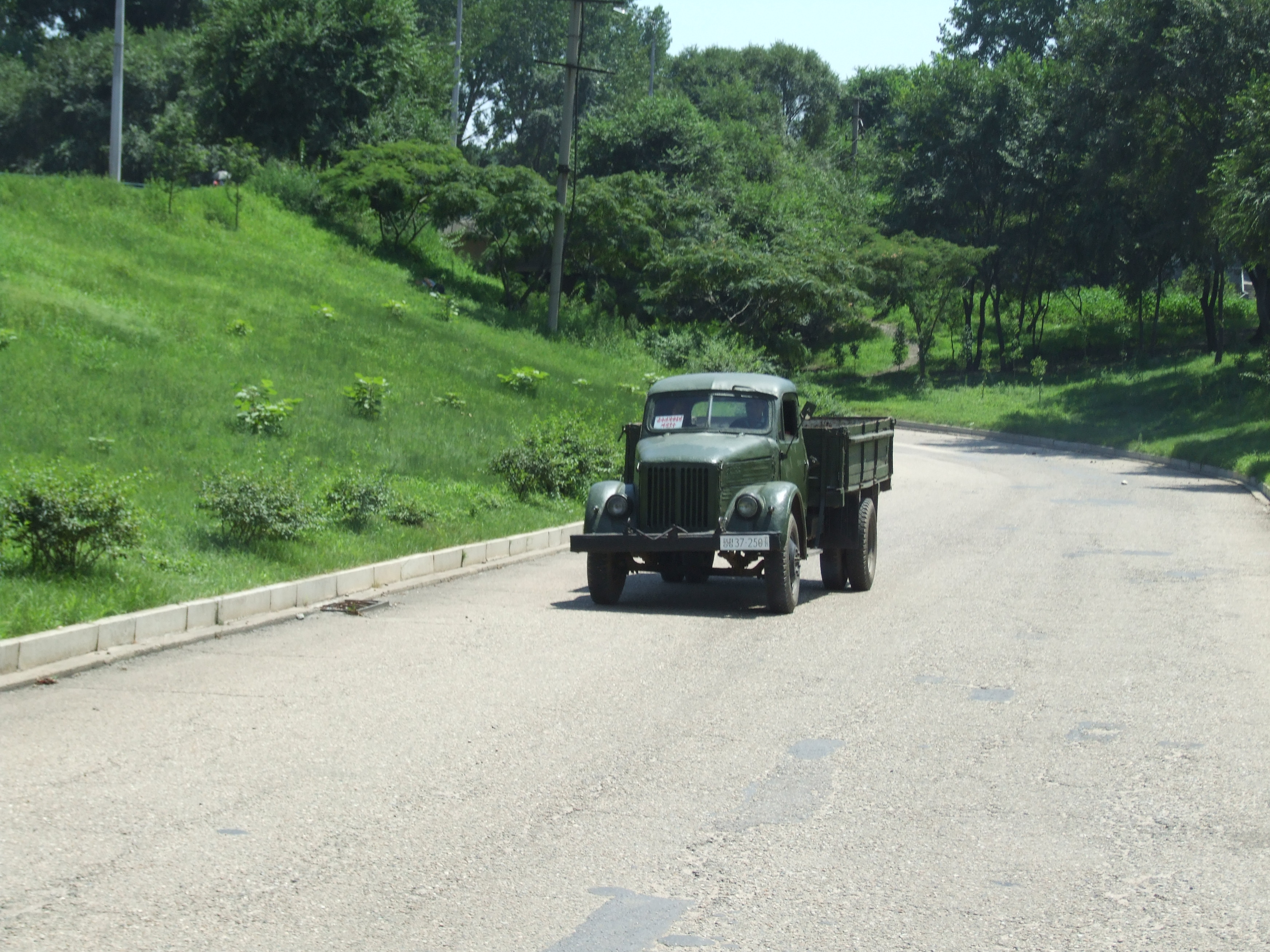
Sungri 58

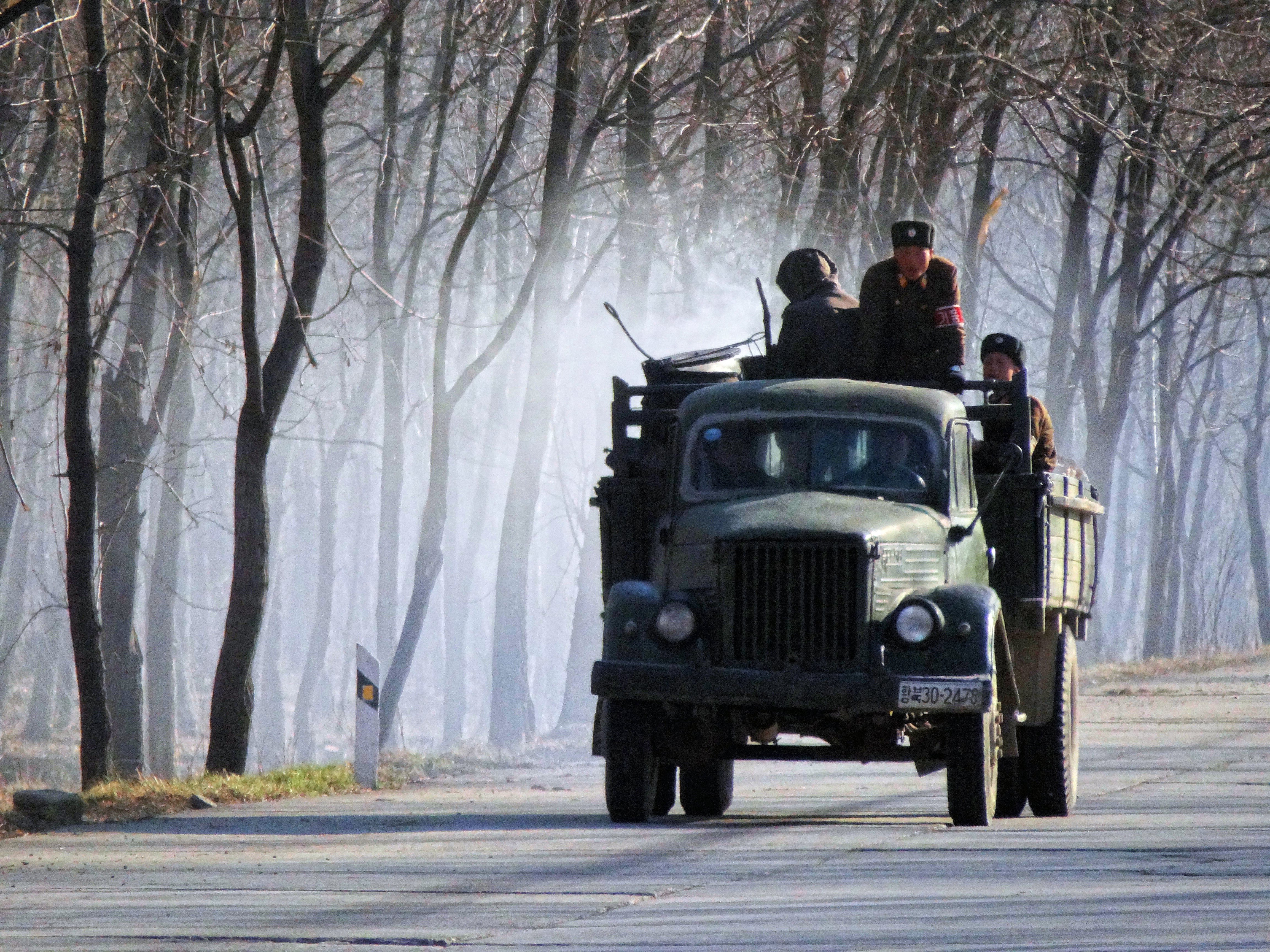
Sungri 58

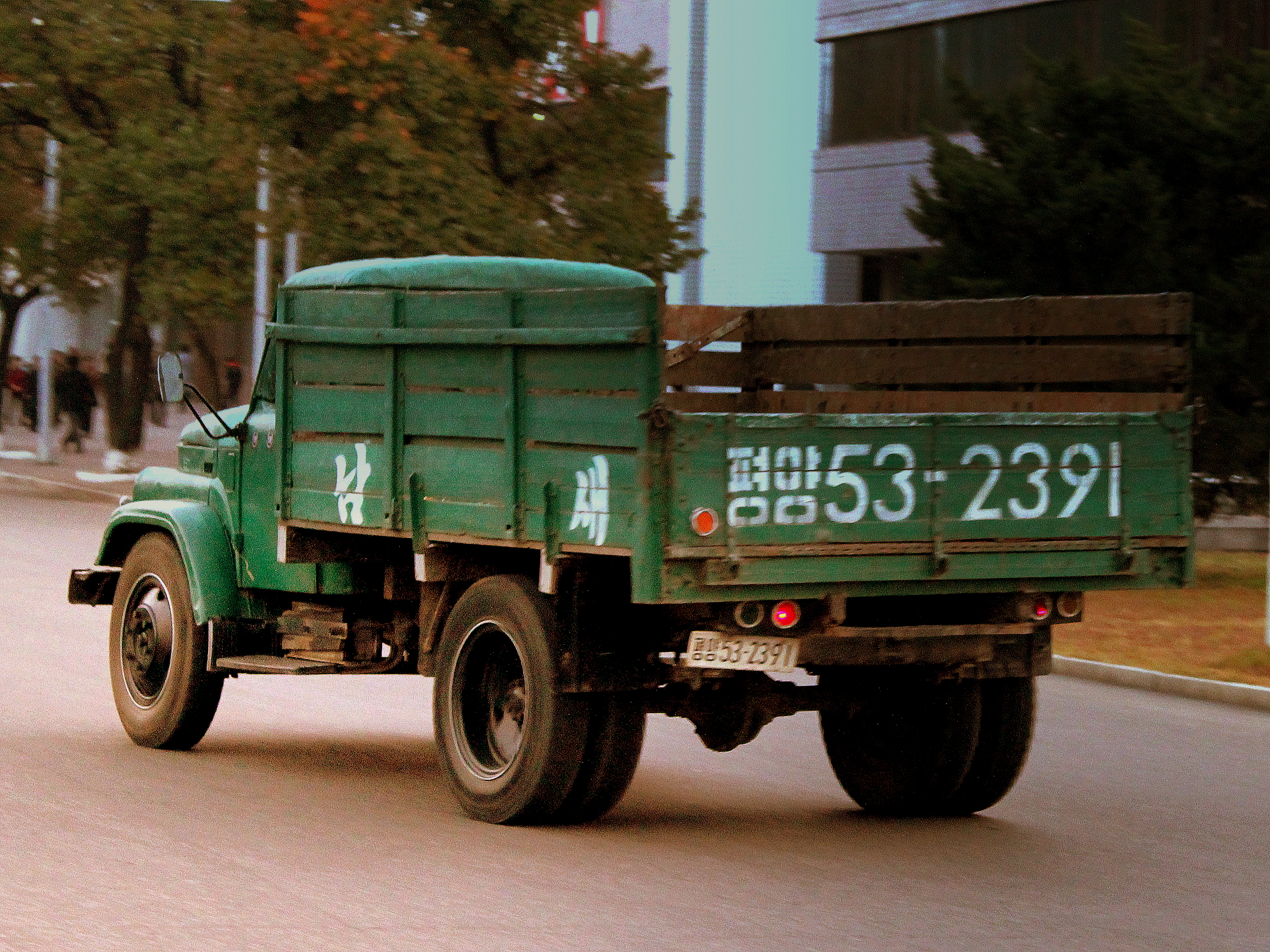
Heckansicht